# Supersport (TV-kanal)
Supersport var en TV-kanal som sände sport och ägdes av Filmnet. Ibland sände kanalen på norska. Supersport sände under perioden 11 december 1995-1 juli 1997. 1996 startade även en annan sportkanal i TV, Sportkanalen. Båda kanalerna blev populära bland tittarna men hade problem att sända i de stora kabelnäten.

### Fotnoter
1. ↑  ”Svensk mediedatabas”. http://smdb.kb.se/catalog/search?q=Supersport&sort=OLDEST. Läst 30 mars 2011.